# J. F. Madan
Jamshedji Framji Madan (en bengali : জামশেদজি ফ্রেমজি ম্যাডান), connu sous son nom abrégé J. F. Madan, né le 27 avril 1857 à Bombay et mort le 28 juin 1923 à Calcutta, est un magnat indien du théâtre et du cinéma, pionnier de la production cinématographique en Inde. Il est un des premiers exposants, producteurs et distributeurs de films indiens.

## Source
- (en) Cet article est partiellement ou en totalité issu de l’article de Wikipédia en anglais intitulé « Jamshedji Framji Madan » (voir la liste des auteurs).